# Seladerma costatellum
Seladerma costatellum är en stekelart som beskrevs av Huang 1991. Seladerma costatellum ingår i släktet Seladerma och familjen puppglanssteklar. Inga underarter finns listade i Catalogue of Life.